# Neuropsychopharmacology
Neuropsychopharmacology – recenzowane czasopismo naukowe specjalizujące się w publikowaniu oryginalnych badań z obszaru neuropsychofarmakologii; wydawane od 1987 roku. Oficjalny organ American College of Neuropsychopharmacology (ACNP). Miesięcznik.
Czasopismo koncentruje się na badaniach klinicznych oraz podstawowych, które poszerzają wiedzę na temat ludzkiego mózgu i zachowań, szczególnie w odniesieniu do molekularnych, komórkowych, fizjologicznych i psychologicznych właściwości czynników działających w obrębie ośrodkowego układu nerwowego oraz identyfikacji nowych celów molekularnych służących do rozwoju nowej generacji leków psychotropowych.
Ze względu na interdyscyplinarny charakter neuropsychofarmakologii szczególny nacisk czasopismo kładzie na badania dotyczące: biologicznego podłoża zachowań normalnych i patologicznych; etiologii i patofizjologii zaburzeń neuropsychiatrycznych; zaburzeń i podstawowych mechanizmów działania leków psychofarmakologicznych oraz biologicznie istotnych aspektów epidemiologii, diagnozowania i leczenia zaburzeń neuropsychiatrycznych.
Pismo ma współczynnik wpływu impact factor (IF) wynoszący 6,544 (2017) oraz wskaźnik Hirscha równy 195 (2017). W międzynarodowym rankingu SCImago Journal Rank (SJR) mierzącym znaczenie i prestiż poszczególnych czasopism naukowych „Neuropsychopharmacology” zostało w 2017 sklasyfikowane na:
- 8. miejscu wśród czasopism z dziedziny farmakologii[5]
- 12. miejscu wśród czasopism z dziedziny psychiatrii i zdrowia psychicznego[6].

W polskich wykazach czasopism punktowanych przez Ministerstwo Nauki i Szkolnictwa Wyższego publikacja w tym czasopiśmie otrzymywała w latach 2013–2016 po 45 punktów. Kwestie wydawniczo-techniczne tytułu leżą w gestii Nature Publishing Group.
Artykuły publikowane w tym czasopiśmie są indeksowane m.in. w bazach/kolekcjach: Thomson Reuters, Chemical Abstracts, Elsevier, Medline, EBSCO, Global News Media, Infotrieve, ProQuest oraz Portico.